# Lispoides argentina
Lispoides argentina är en tvåvingeart som beskrevs av Malloch 1934. Lispoides argentina ingår i släktet Lispoides och familjen husflugor. Inga underarter finns listade i Catalogue of Life.